# Cyclophora headi
Cyclophora headi är en fjärilsart som beskrevs av Tutt 1907. Cyclophora headi ingår i släktet Cyclophora och familjen mätare. Inga underarter finns listade i Catalogue of Life.